# Poecilodryas placens
A Poecilodryas placens  a madarak osztályának verébalakúak (Passeriformes) rendjébe és a cinegelégykapó-félék (Petroicidae) családjába tartozó faj.

## Rendszerezése
A fajt Edward Pierson Ramsay ausztráliai ornitológus írta le 1879-ben, az Eopsaltria nembe Eopsaltria placens néven. Besorolása vitatott egyes szervezetek szerint a Gennaeodryas nem egyetlen faja Gennaeodryas placens néven.

## Előfordulása
Új-Guinea szigetén, Indonézia és Pápua Új-Guinea területén honos. Természetes élőhelyei a szubtrópusi és trópusi síkvidéki és hegyi esőerdők. Állandó, nem vonuló faj.

## Megjelenése
Testhossza 14–15 centiméter, testtömege 24–28 gramm.

## Életmódja
Rovarokkal táplálkozik.

## Természetvédelmi helyzete
Az elterjedési területe elég nagy, viszont széttöredezett, egyedszáma pedig csökken. A Természetvédelmi Világszövetség Vörös listáján mérsékelten fenyegetett fajként szerepel.

## Külső hivatkozások
- Képek az interneten a fajról
- Xeno-canto.org - a faj hangja